# B&W-Hallerne
La B&W Hallerne è un ex complesso industriale sito sull'isola di Refshaleøen, vicino a Copenaghen.
Fu costruita negli anni '60 da Burmeister & Wain, come cantiere navale fino al 1996.
Le due grandi sale da cui è composto il complesso sono state ristrutturate nel 2011 ed ospitano eventi culturali e di intrattenimento.
Il 2 settembre 2013 (in seguito alla vittoria della cantante danese Emmelie de Forest nell'edizione 2013) la Denmarks Radio, annuncia che sarà la B&W Hallerne ad ospitare l'Eurovision Song Contest 2014. Perciò la Sala 2 venne convertita per ospitare le esibizioni dei cantanti e gli spettatori, raggiungendo una capacità di 10.000 posti.